# Makaha Valley
Makaha Valley és una concentració de població designada pel cens dels Estats Units a l'estat de Hawaii. Segons el cens del 2000 tenia 1.289 habitants.

## Demografia
Segons el cens del 2000, Makaha Valley tenia 1.289 habitants, 426 habitatges, i 312 famílies La densitat de població era de 454,06 habitants per km².
Dels 426 habitatges en un 49,5% hi vivien nens de menys de 18 anys, en un 36,9% hi vivien parelles casades, en un 28,6% dones solteres, i en un 26,8% no eren unitats familiars. En el 18,1% dels habitatges hi vivien persones soles el 3,1% de les quals corresponia a persones de 65 anys o més que vivien soles. El nombre mitjà de persones vivint en cada habitatge era de 3,03 i el nombre mitjà de persones que vivien en cada família era de 3,38.
Per edats la població es repartia de la següent manera: un 38,6% tenia menys de 18 anys, un 12,4% entre 18 i 24, un 31,8% entre 25 i 44, un 13,5% de 45 a 64 i un 3,7% 65 anys o més.
L'edat mediana era de 24,7 anys. Per cada 100 dones hi havia 96,79 homes. Per cada 100 dones de 18 o més anys hi havia 85,25 homes.
La renda mediana per habitatge era de 27.446 $ i la renda mediana per família de 26.118 $. Els homes tenien una renda mediana de 31.389 $ mentre que les dones 24.063 $. La renda per capita de la població era de 12.215 $. Aproximadament el 32,4% de les famílies i el 36,6% de la població estaven per davall del llindar de pobresa.

## Poblacions més properes
El següent diagrama mostra les poblacions més properes.